# Анисская епархия
Анисская епархия (груз. ანისის საეპისკოპოსო) — историческая епархия Грузинской православной церкви, с кафедрой в городе Ани, которая восходит к XII веку. Епархия включала в свой состав армяно-халкидонитское и грузинское население. В разные периоды ее истории Ани переходила из рук в руки, иногда находясь под властью исламских правителей.
Одним из значительных событий для Ани стало освящение кафедрального собора и церкви при участии грузинского царя Давида IV.
В Ани произошло увеличение церковных налогов, что вызвало возмущение среди прихожан. Обстановка настолько обострилась, что в 1218 году патриарх Грузии Епифан вмешался лично, приведя к сокращению налогов вдвое.
В XIII веке Ани продолжала входить в состав Грузинского царства, что отражено в документе от 1233 года на персидском языке, вырезанном на стене мечети Мануче в Ани. Тем не менее, к концу XV века город начал утрачивать свое значение, и в начале XVI века Анисская епархия исчезла из исторических записей.